# Луис де Хесус де Бурбон
Луис де Хесус Мария Изабель Хосе Франсиско де Асис Себастьян де Бурбон-и-Бурбон, 1-й герцог Ансола (исп. Luis de Jesús María Isabel José Francisco de Asís Sebastián de Borbón y Borbón; 17 января 1864, Мадрид — 24 января 1889, Алжир) — испанский аристократ. Несмотря на то, что его родители были инфантами Испании и носили стили — королевские высочества, дон Луис де Хесус никогда не отличался таким достоинством или обращением. Он происходил из второстепенной линии испанского королевского дома Бурбонов, ведущей свое происхождение от инфанта дона Габриэля (сына Карлоса III), который был тесно связан с португальским королевским домом.

## Происхождение
Третий сын инфанта Испании дона Себастьяна Габриэля де Бурбон-и-Браганса (1811—1875), также Инфанта Португалии, великого приора Ордена Сан-Хуана, и доньи Марии Кристины де Бурбон (1833—1902), его второй жены, сестры короля-консорта Франсиско де Асиса.
Его дедушкой и бабушкой по отцовской линии были инфанты Испании и Португалии дон Педро Карлос де Бурбон-и-Браганса (1786—1812) и донья Мария Тереза де Браганса-и-Бурбон (17936-1874), его жена и двоюродная сестра, принцесса Бейра, дочь короля Португалии Жуана VI. Мария Тереза де Бурбон вторым браком вышла замуж за дона Карлоса Марией Исидро, также её двоюродным братом, претендентом на испанский престол и основателем карлистской династии Бурбонов. А по материнской линии он являлся внуком инфанта Испании дона Франсиско де Паула де Бурбон-и-Бурбон-Пармы, сына короля Карлоса IV, и принцессы доньи Луизы Карлоты Бурбон-Сицилиийской, дочери короля Франциско I.
Хотя и его отец, и его мать были по происхождению инфантами Испании и были тесно связаны с испанской королевской семьей, дон Луис де Хесус не пользовался упомянутым достоинством или обращением с королевским высочеством, поскольку это было решено для всех детей королевской семьи. Инфант дон Себастьян Габриэль, отчасти из-за экономических соображений: поскольку огромного личного состояния этого инфанта было бы достаточно, чтобы достойно содержать его потомство, и, таким образом, государственная казна не тратилась на их содержание.

## Биография
Дон Луис де Хесус родился в Мадриде 17 января 1864 года, во время правления Изабеллы II, двоюродной сестры и невестки его матери. В возрасте четырех лет ему пришлось вместе с семьей отправиться в изгнание во Францию после свержения королевы, хотя он смог вернуться в Испанию через несколько лет, после восстановления монархии в лице Альфонсо XII, его двоюродного брата.
Его отец, инфант Дон Себастьян Габриэль, скончался в 1875 году, и ввиду того факта, что его мать была женщиной с ограниченным интеллектом, опекунство и попечительство над всеми детьми брака находились под надзором короля и были возложены на дона Хосе Мариано Киндос и Техада, маркиза Сан-Сатурнино. В 1880 году маркиз Сан-Сатурнино попытался сохранить за старшим из них права своего отца как великого приора Кастилии Ордена Сан-Хуана. Эта просьба не была удовлетворена, учитывая, что инфант пользовался этим достоинством всю жизнь.
Дон Луис де Хесус получил образование в Мадриде и Вене, хотя никогда не был блестящим человеком. В 1887 году королева-регент Мария Кристина Австрийская пожаловала ему титул 1-го герцога Ансола и гранда Испании.

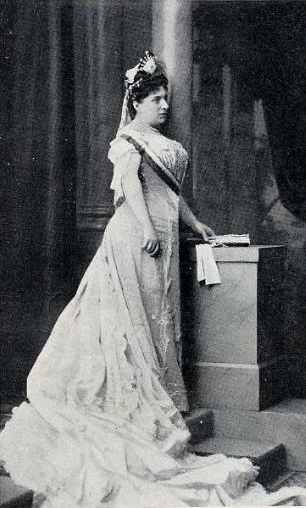
Донья Ана Германа Бернальдо де Кирос и Муньос (1866—1934), супруга 1-го герцога Ансола

За год до получения герцогского титула, 13 мая 1886 года, дон Луис де Хесус женился на донье Ане Германе Бернальдо де Кирос-и-Муньос (19 марта 1866 — 18 сентября 1934), дочери Хосе Марии Бернальдо де Кирос-и-Гонсалес де Сьенфуэгос (1840—1911), 8-го маркиза Кампо-Саградо, и Марии Кристины Муньос-и-де-Бурбон (1840—1921), маркизы де ла Исабела и виконтессы де ла Дехсилья, которая была сводной сестрой королевы Изабеллы II. Они были троюродными братьями и сестрами, так как она была внучкой королевы-регентши Марии Кристины Бурбон-Сицилийской, сестры принцессы Луизы Карлоты, бабушки дона Луиса.
Супруги сначала поселились в Париже, где родился их первенец, но хрупкое здоровье герцога вынудило его переехать в Алжир в поисках более благоприятного климата. Донья Ана Германа не сопровождала его, и в отсутствие мужа кажется, что у нее был роман с испанским дипломатом Мануэлем Мендесом де Виго (1858—1959). Вторая беременность вынудила ее встретиться с герцогом в Алжире, чтобы сохранить приличия, хотя к тому времени отцовство ребенка вызывало сомнения у окружающих.
Дон Луис де Хесус так и не узнал своего второго сына, так как он умер в Алжире 24 января 1889 года. Ребенок родился 3 февраля следующего года, будучи принятым в качестве сына покойным герцогом в его последнем расположении.
Тело Луиса де Хесуса первоначально был похоронен в Толедо, в фамильном склепе графов Гэндулена, кузенов овдовевшей герцогини. 30 ноября 1890 года Ана Германа вышла замуж за Мендеса де Виго, от которого у нее было еще семеро детей. Ана Германа умерла 11 сентября 1934 года в своём дворце в Виллории (Астурия).
Герцогство Ансола в настоящее время принадлежит сеньоре Сесилии Уолфорд-и-Хокинс, потомку Франсиско Марии де Бурбон, 1-го герцога Марчена, старшего брата Луиса де Хесуса.

## Потомки
Хотя его истинное отцовство оспаривается, у герцога Ансолы официально было двое детей:
- Луис Альфонсо де Бурбон и Бернальдо де Кирос (9 марта 1887 — 21 мая 1942), 2-й герцог Ансола (С 1889). В 1914 году он женился на Беатрис Харрингтон в Лондоне, но у них не было законных детей.
- Манфредо Луис де Бурбон и Бернальдо де Кирос (3 февраля 1889 — 14 февраля 1979), 1-й герцог Эрнани (с 1914) и 3-й герцог Ансола (с 1942). Дважды был женат, но детей не имел. Герцогство Эрнани унаследовала после его смерти инфанта Донья Маргарита, младшая сестра короля Испании Хуана Карлоса.